# Berit Andnor Bylund
Berit Andnor Bylund, född Jacobsson 20 november 1954 i Haga församling i Göteborg, är en svensk politiker (socialdemokrat).
Berit Andnor var riksdagsledamot 1991–2010, invald för Jämtlands läns valkrets. Hon var barn- och familjeminister 2002–2004 och socialminister 2004–2006. Från oktober 2011 till oktober 2017 var hon landshövding i Blekinge län.

## Biografi
Andnor är uppvuxen i Göteborg, där hennes far var fackligt aktiv. Hon utbildade sig till socionom vid dåvarande socialhögskolan i Östersund,.
23 år gammal gifte hon sig med Tord Andnor, senare socialdemokratisk kommunalråd i Östersunds kommun, och tillsammans fick de en dotter. Efter skilsmässa ingick hon 2006 nytt äktenskap med Bo Bylund.
Innan hon blev heltidspolitiker var hon socialchef i Bergs kommun.

### Politik
Andnor var med och startade kvinnojouren i Östersund på 1980-talet och från 1985 fram till 1991, då hon blev invald i riksdagen, var hon heltidspolitiker inom Jämtlands läns landsting. Andnor var också distriktsordförande för Socialdemokraterna i Jämtlands län. År 1997 valdes hon in i Socialdemokraternas partistyrelse och mellan 1997 och 2000 var hon ordförande i AMS. Andnor förlorade sitt riksdagsmandat 1998, men blev jordbruksminister Margareta Winbergs ersättare i riksdagen.
Mellan 1998 och oktober 2002 var Andnor ordförande i socialförsäkringsutskottet, och utsågs därefter till  barn- och familjeminister (statsråd vid Socialdepartementet) av Göran Persson. Under sin tid som minister blev Andnor främst känd för det så kallade Flicka-projektet, vilket initierades av socialdepartementet "som en reaktion på den ökande kommersialiseringen och sexualiseringen av samhället, inte minst i medierna" rörande unga flickor. Projektet fick mycket kritik, framför allt då namnen på en rad chefredaktörer som ansågs bidraga till en negativ bild av flickor skrevs ut i annonser, och Andnor kom att bli anmäld och prickad av ett enigt konstitutionsutskott för det här, då det enligt utskottets mening inte var förenligt med "principerna för tryck- och yttrandefriheten". Vid ombildningen av regeringen 2004 utnämndes Andnor till chef över socialdepartementet, men behöll sina politiska ansvarsområden.
Efter valnederlaget för Socialdemokraterna 2006 utsågs Andnor till ordförande av konstitutionsutskottet. Efter valet 2010 lämnade hon riksdagen. Hon var därefter ordförande i den valberedning inom Socialdemokrateterna, som föreslog Håkan  Juholt som ny partiordförande.
Hon tillträdde som landshövding i Blekinge i oktober 2011 och installerades 2013 som hedersledamot vid Blekingska nationen i Lund.